# ساده و بی‌آلایش
ساده و بی‌آلایش (انگلیسی: Rough and Ready) یک فیلم صامت وسترن به کارگردانی «ریچارد استنتون» است که در سال ۱۹۱۸ منتشر شد.
از این فیلم نسخه‌ای باقی نمانده است.